# Râul Orlățel
Râul Orlățel este un curs de apă, afluent al râului Orlat. 